# Kikki Danielsson
Pour les articles homonymes, voir Danielsson.
Kikki Danielsson, au civil Ann-Kristin Danielsson, (née le 10 mai 1952 à Osby, Scanie, Suède) est une chanteuse suédoise de country, dansband et pop, et accordéoniste.
À 17 ans, elle commence une carrière de chanteuse dans l'orchestre Nickies et en 1973, elle intègre l'orchestre Wizex avec lequel elle participe au Melodifestivalen (sélections suédoises pour le Concours Eurovision de la chanson) en 1978. 
Elle quitte Wizex en 1982 mais participe à nouveau au Melodifestivalen en tant que membre du groupe des Chips en 1980, 1981 et 1982.  Ils représentent la Suède au concours international en 1982 avec le titre Dag efter dag. Ils sont classés à la huitième place.
En 1985, elle remporte le Melodifestivalen en tant que chanteuse solo grâce au titre Bra vibrationer. Elle obtient une troisième place lors du concours international.
Elle est très populaire en Suède non seulement grâce au succès de ses chansons présentées au Melodifestivalen mais aussi grâce à des titres tels que Papaya Coconut (1987). Plusieurs de ses disques sont des tubes dans les années 1990.
Avec Lotta Engberg,  Elisabeth Andreassen (ex membre des Bobbysocks), elle participe au  Melodifestivalen en 2002 sous le nom de Kikki, Bettan & Lotta et en 2003, en tant qu'artiste solo, elle prend part au Melodi Grand Prix (sélection norvégienne pour l'Eurovision).
Kikki Danielsson participe à nouveau au Melodifestivalen en 2006 avec la chanson I dag & i morgon, elle aura pris part neuf fois au Melodifestivalen et une fois au Melodi Grand Prix.

## Discographie
- Rock'n Yodel (1979)
- Just Like a Woman (1981)
- Kikki (1982)
- Varför är kärleken röd? (1983)
- Singles Bar (1983)
- Midnight Sunshine (1984)
- Kikkis 15 bästa låtar (1984)
- Bra vibrationer (1985)
- Papaya Coconut (1986)
- Min barndoms jular (1987)
- Canzone d'Amore (1989)
- På begäran (1990)
- Vägen hem till dej (1991)
- In Country (1992)
- Jag ska aldrig lämna dig (1993)
- På begäran 2 (1994)
- Långt bortom bergen (1997)
- I mitt hjärta (1999)
- 100% Kikki (2001)
- Fri - En samling (2001)
- Nu är det advent (2001)
- I dag & i morgon (2006)
- Kikkis bästa (2008)
- Första dagen på resten av mitt liv (2011)
- Postcard from a Painted Lady (2015)
- Christmas Card from a Painted Lady (2016)
- Portrait of a Painted Lady (2017)